# Ів Гена
Ів Гена (фр. Yves Guena; 6 липня 1922, Сен-П'єр-Квілбіньон — 3 березня 2016, Париж 16) — високопоставлений французький державний службовець, політик, письменник і борець опору.
Голіст із самого початку, він був депутатом, міністром, сенатором, генеральним радником і мером. Призначений членом Конституційної ради Франції в 1997 році, він очолював цю установу з 2000 по 2004 рік.